# Barry Sadler
Barry Sadler (Carlsbad, 1 november 1940 - Murfreesboro, 5 november 1989) was een Amerikaanse zanger. Sadler diende als een groene baret hospik en bereikte de rang van stafsergeant. Hij diende in de oorlog in Vietnam van eind december 1964 tot eind mei 1965. Het meeste van zijn werk heeft een militair thema en hij is vooral bekend om zijn patriottische Ballad of the Green Berets, een nummer 1-hit in 1966.

## Carrière
Sadler was vroeg begonnen met het schrijven van patriottische songs over het leven in het leger. Een daarvan was een song over zijn eenheid, de groene baretten. Nadat de song door Sadler was opgenomen en onder zijn eenheid was verdeeld, tekende hij een contract bij een platenlabel, dat een professionele opname produceerde van Ballad of the Green Berets met muziek van Miklós Rózsa. Toen de single in februari 1966 werd gepubliceerd, ontwikkelde deze zich in een mum van tijd tot een tophit, waarvan binnen een periode van veertien dagen een miljoen exemplaren werden verkocht. De song bezette in totaal vijf weken lang de toppositie van de Amerikaanse hitlijst. Bovendien werd het de titelmelodie van John Waynes oorlogsfilm The Green Berets (1968).
In Duitsland werd de song met dezelfde melodie meteen twee keer zeer succesvol gepubliceerd onder de titel Hunderd Mann und ein Befehl door Freddy Quinn en Heidi Brühl. In tegenstelling tot de oorspronkelijke versie heeft de Duitse tekst echter geen inhoud die het leger verheerlijkt. De songs waren in Duitsland buitengewoon succesvol en het origineel van Barry Sadler bereikte een 4e plaats in de singlehitlijst, de versie van Heidi Brühl een 8e plaats en die van Freddy Quinn plaatste zich op de toppositie en bleef 15 weken lang in de top 10.
Kort daarna verliet Sadler het leger en ging werken als muzikant, maar kon niet meer evenaren aan zijn eerdere succes. Slechts The A-Team kon zich plaatsen in de hitlijst. Aansluitend werkte hij als schrijver en filmacteur. Hij schiep het karakter Casca, een soldaat, die ertoe verdoemd was om in alle mogelijke perioden van de wereldgeschiedenis (inclusief de toekomst) altijd weer te vechten. Slechts de eerste banden werden geschreven door Sadler, de reeks Casca: The Eternal Mercenary werd voortgezet door andere auteurs en heeft tegenwoordig al 31 banden.

## Wapengebruik
In 1978 schoot hij tijdens een ruzie over een vrouw de countryzanger Lee Emerson Bellamy neer, waarvoor hij meerdere jaren de gevangenis in moest. Tijdens de jaren 1980 werkte hij als militaire opleider in Guatemala. Daar kreeg hij in 1988 een schot in het hoofd, waarbij tot heden niet duidelijk is, of het een geplande aanslag, een zelfmoordpoging, een ongeluk met zijn eigen wapen of een gewone overval was.

## Overlijden
Barry Sadler overleed in november 1989 op 49-jarige leeftijd, nadat hij in het hoofd werd geschoten in Guatemala-Stad.
- Biblioteca Nacional de España: XX1637783
- Bibliothèque nationale de France: cb13932425p (data)
- Gemeinsame Normdatei: 1093240431
- International Standard Name Identifier: 0000 0000 7778 1109
- Library of Congress Control Number: n85823888
- MusicBrainz: 426eb30d-6e96-4f20-99da-f1bedfea8aa1
- Bibliotheek van het Japanse parlement: 00474288
- Nederlandse Thesaurus van Auteursnamen: 100607985
- Istituto Centrale per il Catalogo Unico: DDSV216751
- LIBRIS: 334580
- SNAC: w6427n08
- Virtual International Authority File: 60370253
- WorldCat: E39PCjyMkkfw8DtfVqVMYYbMHd